# Mike Tyson vs. Larry Holmes
L'incontro di pugilato Mike Tyson vs. Larry Holmes si disputò al Trump Plaza di Atlantic City, New Jersey, il 22 gennaio 1988. Erano in palio i titoli di campione mondiale dei pesi massimi versione WBA, WBC e IBF.

## Contesto
Dopo essersi aggiudicato tutti e quattro i suoi titoli mondiali nel 1987, il promoter di Tyson Don King organizzò un "incontro dei sogni" con l'ex campione mondiale WBC e IBF Larry Holmes. Il trentottenne Holmes era stato lontano dal ring per circa due anni, essendosi ritirato dopo due sconfitte consecutive con Michael Spinks. L'ex campione ebbe difficoltà a raggiungere un accordo soddisfacente per entrambi con King. Tuttavia, con una borsa di oltre 3 milioni di dollari offertagli, e l'intrigante idea di poter ridiventare campione mondiale dei massimi, alla fine Holmes accettò di affrontare Tyson.
Holmes fu molto critico nei confronti di Tyson prima del match, promettendo in varie occasioni di metterlo KO in poco tempo. Immediatamente dopo l'incontro Tyson-Tyrell Biggs, Holmes, che aveva assistito al combattimento, fu intervistato e definì Tyson un "pugile scorretto". All'epoca Mike Tyson, 21 anni, era diciassette anni più giovane di Holmes, 38 anni; ed era dato favorito dai bookmaker per 8 a 1.

## L'incontro
Nonostante i suoi proclami, Holmes ebbe difficoltà a sostenere il ritmo del più giovane, veloce e potente Tyson. Nella quarta ripresa, Holmes sembrò iniziare bene il round, colpendo l'avversario svariate volte con il suo jab sinistro. Tuttavia, sul finire della ripresa, Tyson aggredì Holmes, costringendolo alle corde e colpendolo con un potente destro al volto. Holmes tentò di abbracciare l'avversario per rallentarne la foga, e dopo che l'arbitro Joe Cortez sciolse la presa per la seconda volta, Tyson colpì Holmes con una combinazione sinistro-destro che mandò Holmes al tappeto. Holmes fu in grado di rialzarsi ma venne immediatamente assalito da Tyson con diversi colpi che lo misero KO per la seconda volta in pochi secondi. Stavolta Holmes riuscì a rimettersi in piedi solo al conto di "8" da parte del direttore di gara. Tyson continuò a colpire Holmes con potenti combinazioni di pugni fino a quando, a soli 7 secondi dal suono del gong, un gancio destro mandò Holmes al tappeto per la terza volta nel round, e Cortez fermò l'incontro decretando la vittoria di Tyson per KO tecnico.

### Arbitro e giudici
- Arbitro: Joe Cortez
- Giudice: Charlie Spina
- Giudice: Nicasio L. Drake
- Giudice: Rudy Ortega

## Conseguenze
Larry Holmes annunciò il suo secondo ritiro dal ring immediatamente dopo la sconfitta rimediata con Tyson. Nel 1991, l'allora quarantunenne Holmes uscì nuovamente dal ritiro per combattere ulteriori sei match (tutti vinti) prima di affrontare Evander Holyfield che lo sconfisse ai punti per decisione unanime.